# Leucoloma marojenziense
Leucoloma marojenziense är en bladmossart som beskrevs av La Farge-England 2002 [2003. Leucoloma marojenziense ingår i släktet Leucoloma och familjen Dicranaceae. Inga underarter finns listade i Catalogue of Life.